# Whit Merrifield
Whitley David "Whit" Merrifield, född den 24 januari 1989 i Florence i South Carolina, är en amerikansk professionell basebollspelare som spelar för Toronto Blue Jays i Major League Baseball (MLB). Merrifield är andrabasman och outfielder.
Merrifield har tidigare spelat för Kansas City Royals (2016–2022). Han har tagits ut till MLB:s all star-match två gånger och har tre gånger haft flest stulna baser i American League.

## Karriär

### College
Merrifield studerade vid University of South Carolina och spelade för skolans basebollag South Carolina Gamecocks 2008–2010. Under hans sista säsong slog han det avgörande slaget när skolan vann College World Series för första gången.

### Major League Baseball

#### Kansas City Royals
Merrifield draftades av Kansas City Royals 2010 som 269:e spelare totalt och redan samma år gjorde han proffsdebut i Royals farmarklubbssystem. Efter många år i farmarligorna debuterade han i MLB den 18 maj 2016. Redan året efter det hade han flest stulna baser i American League (AL) (34). Han följde upp det nästföljande säsong med att ha flest stulna baser i hela MLB (45) och även flest hits (192).
Merrifield togs ut till MLB:s all star-match för första gången 2019. För andra året i rad hade han flest hits i MLB (206) och han hade även delat flest triples (tio). Två år senare togs han ut till all star-matchen för andra gången, men bara efter en skada på José Altuve. Den säsongen hade han delat flest doubles i MLB (42) och flest stulna baser i AL (40).
Merrifield spelade i 553 raka grundseriematcher för Royals mellan juni 2018 och juli 2022. Bara några veckor efter det att sviten tog slut, i början av augusti, trejdades han till Toronto Blue Jays i utbyte mot Max Castillo och Samad Taylor.